# نيكولاس فيلدهان
نيكولاس فيلدهان (بالإنجليزية: Nicolas Feldhahn)‏، (من مواليد 14 أغسطس 1986) هو لاعب كرة قدم ألماني يلعب في مركز الوسط وقائد نادي بايرن ميونخ الألماني الثاني.

## مسيرته

### بايرن ميونخ (2015 إلى الوقت الحاضر)
خلال موسم 2015-16، ظهر في الدوري وظهر في كأس ألمانيا قبل أن ينتقل إلى بايرن ميونخ الثاني في 26 أغسطس 2015.
في الموسم التحضيري لموسم 2016-2017، لعب فيلدهان للفريق الأول. ولعب ضد مانشستر سيتي، ايه اس ميلان، إنتر ميلان، وريال مدريد. وضع كارلو أنشيلوتي فيلدهان على مقاعد البدلاء في كأس السوبر الألماني 2016 ضد بوروسيا دورتموند والجولة الأولى من كأس ألمانيا ضد كارل زايس جينا. لم يدخل فيلدهان أي من المباراتين. خلال الفترة التي قضاها مع الفريق الأول، لعب أيضًا مع الفريق الرديف. وضع بايرن فيلدهان في تشكيلة دوري أبطال أوروبا لموسم 2016-2017.